# Onocleopsis
Onocleopsis – rodzaj w obrębie rodziny onokleowatych. Zaliczany tu jest tylko jeden gatunek Onocleopsis hintonii F.Ballard; Amer. Fern J. 35: 1 (1945) występujący w Meksyku i Gwatemali.